# Ouarzazates flygplats
Ouarzazates flygplats är en flygplats i staden Ouarzazate i Marocko. Den ligger i regionen Drâa-Tafilalet, 300 km söder om huvudstaden Rabat. Ouarzazates flygplats ligger 1 152 meter över havet.